# 十羽織ましゅまろ
十羽織 ましゅまろ（じゅうばおり ましゅまろ）は、日本の漫画家。男性。主に成人向け漫画雑誌で活動していた。作品にふたなりの描写が多い。

## 来歴
1996年頃より商業誌での活動を開始。過去にエンジェル出版『ANGEL倶楽部』、茜新社『COMIC天魔』等に作品が掲載されていた。また BLACK PACKAGE TRY等のレーベルが発売した、PC用アダルトゲームの原画を手掛けた。
主催する同人サークル「えすかるご倶楽部」は1990年代から活動中。
2005年以降は商業誌での目立った活動は無いが、「えすかるご倶楽部」として同人即売会や同人ダウンロード販売サービス上で新作を販売。漫画家活動を続けている。
作品の特徴としては擬音として画面を埋め尽くす勢いで描かれているキャラクターの「息づかい」があり、キャラにセリフが無くとも通じる表現力がある。

## 作品リスト

### 単行本
成人向け作品
- 『VOICE』 1996年10月、メディアックス〈MDコミックス〉、ISBN 978-4-8961-3324-0
  - 『VOICE リクエスト版』 2001年10月発売、メディアックス〈MDコミックス〉、ISBN 978-4-8961-3465-0
- 『GEHENNA』 1998年3月発売、メディアックス〈MDコミックス〉、ISBN 978-4-8961-3348-6
  - 『GEHENNA リクエスト版』 2001年11月発売、メディアックス〈MDコミックス〉、ISBN 978-4-8961-3469-8
- 『ALICE FIRST』 1999年2月、エンジェル出版〈エンジェルコミックス〉、ISBN 978-4-8730-6015-6
- 『ALICE SECOND』 1999年11月発売、エンジェル出版〈エンジェルコミックス〉、ISBN 978-4-8730-6046-0
- 『PAIN〜十羽織ましゅまろ短編集』 2000年9月発売、エンジェル出版〈エンジェルコミックス〉、ISBN 978-4-8730-6075-0
- 『サクリファイス - 犠牲』 2003年4月初版発行、二見書房〈Suzuran Comix α〉、ISBN 978-4-5760-3063-0
- 『PULSE』 2003年12月初版発行、シーズ情報出版〈シーズコミック〉、ISBN 978-4-9211-0562-4
- 『PATRIOT』 2004年9月発売、茜新社〈TENMA COMICS〉、ISBN 978-4-8718-2690-7

### 参加アンソロジー
成人向け作品
全て茜新社のTENMA COMICSレーベルよりの発行。
- 『まま姦 1』[2] 2004年1月発売、「OSHIOKI」収録、ISBN 978-4-8718-2635-8
- 『まま姦 2』[2] 2004年5月発売、「Almond」収録、ISBN 978-4-8718-2664-8
- 『お姉さんでいこう! 1』[3] 2004年6月発売、「ウロボロス」収録、ISBN 978-4-8718-2674-7
- 『近親ラヴァーズ Vol.01』[3] 2005年5月発売、「MERROW」収録、ISBN 978-4-8718-2764-5

### 小説挿絵
成人向け作品
- 『次元特捜EXERON - 魔淫の侵略者』 1997年12月発売、小説：星野ぴあす、フランス書院〈フランス書院ナポレオン文庫〉、ISBN 978-4-8296-2093-9

### ゲーム原画
成人向け作品
- 『姉妹教師 〜恥辱の時間割〜』 （2001年6月29日発売、BLACK PACKAGE TRY）
- 『凌辱の連鎖』 （2002年8月9日発売、BLACK PACKAGE TRY）
- 『浸蝕』 （2003年12月12日発売、BLACK PACKAGE TRY）
- 『姦獄 〜淫辱の実験棟〜』 （2005年2月10日発売、BLACK PACKAGE TRY）
- 『操心術2』 （2006年6月30日発売、Studio邪恋）
- 『操心術2plus』 （2008年1月25日発売、Studio邪恋）